# 笹平站
笹平站（日语：／ Sasadaira eki */?）是位於富山縣黑部市，屬於黑部峽谷鐵道本線的車站。

## 歷史
- 1953年11月16日 關西電力取得地方鐵道許可，開設客運業務，此站啟用[1]。

## 車站構造
本站是地面車站。月台上設有廁所，但一般乘客只有在列車長時間停站時才能下車前往廁所，且不能離開車站。

## 相鄰車站
黑部峽谷鐵道
本線
關西電力專用列車
黑薙－笹平－出平
旅客列車
通過

## 注腳
1. ↑  今尾惠介監修《日本鉄道旅行地図帳 6号北信越》 新潮社 2008年10月18日 p.39